# Dewgong
Dewgong (japanski: ジュゴン Jugon) jedan je od 1025 fiktivnih vrsta Pokémona iz medijske franšize Pokémon, skupa Pokémon videoigara, animiranih serija, manga stripova, knjiga, igraćih karata i drugih medija kojima je tvorac Satoshi Tajiri. Svrha je Dewgonga u videoigrama, animiranoj seriji i manga stripovima, kao i svrha ostalih Pokémona, borba s divljim Pokémonima – neukroćenim stvorenjima koje igrači i likovi pronalaze dok kreću na razne avanture – i pripitomljenim Pokémonima drugih Pokémon trenera.

## Etimologijaimena
Njegovo je ime kombinacija engleske riječi "dew" = rosa, što se odnosi na njegov Vodeni tip, i riječi "dugong", stvarne životinje na čijem se liku temelji lik Dewgonga. U početku, Dewgongovo je ime trebalo biti Manaty, odnoseći se na englesku riječ "manatee" = morska krava, aludirajući na Dewgongovu sličnost s morskim kravama i sirenama. 

## Pokédex podaci
- Pokémon Red/Blue: Pohranjuje toplinu u svom tijelu. Pliva brzinom od 8 čvorova čak i u intenzivno hladnim vodama.
- Pokémon Yellow: Njegovo je čitavo tijelo snježno bijele boje. Neozlijeđen snažno pliva u ledenim vodama.
- Pokémon Gold: Njegovo aerodinamično tijelo pruža malen otpor u vodi. Što je voda hladnija, on postaje veseliji.
- Pokémon Silver: Voli ledena mora ispunjena ledenjacima. Koristi svoj dugi rep da bi brzo mijenjao smjer plivanja.
- Pokémon Crystal: Spava pod plitkim vodama oceana tijekom dana, a kasnije traži hranu tijekom noći, kada je hladnije.
- Pokémon Ruby/Sapphire: Voli drijemati na izuzetno hladnim ledenjacima. Prizor ovog Pokémona na ledenjaku davnih je dana bio zamijenjen za prizor sirene od strane jednog mornara.
- Pokémon Emerald: Voli drijemati na izuzetno hladnim ledenjacima. Prizor ovog Pokémona na ledenjaku davnih je dana bio zamijenjen za prizor sirene od strane jednog mornara.
- Pokémon FireRed: Njegovo tijelo pokriveno je čistim bijelim krznom. Što je vrijeme hladnije, on postaje aktivniji.
- Pokémon LeafGreen: Pohranjuje toplinu u svom tijelu. Pliva brzinom od 8 čvorova čak i u intenzivno hladnim vodama.
- Pokémon Diamond/Pearl: Čisto bijelo krzno koje pokriva njegovo tijelo u snijegu ga čini neopazivim za predatore.

## U videoigrama
U igrama Pokémon Red i Blue, Dewgonga se može pronaći na otocima Morske pjene. U igri Pokémon Yellow, također se nalazi i na otoku Cinnabaru, kao jedan od Pokémona za razmjenu unutar same igre. U igrama Pokémon Gold, Silver i Crystal, Dewgong je nedostupan u divljini, no njegov nerazvijani oblik, Seel, jest.
U igrama Pokémon FireRed i LeafGreen, Dewgong je dostupan na otocima Morske pjene, a Dewgonga na visokoj razini može se pronaći i u Ledenjačkoj spilji. U obje ga je lokacije teže pronaći od njegovog nerazvijanog oblika, Seela.
U igrama Pokémon Red, Blue i Yellow, Lorelai, članica Elitne četvorke, koristi Dewgonga na 54. razini. U igrama Pokémon FireRed i LeafGreen, Lorelai koristi Dewgonga na 52. razini, no nakon što se Elitna četvorka nadogradi, Dewgongova se razina podigne na 64.
Dewgongove su statistike veoma uravnotežene, no nijedna se posebno ne ističe. Njegova mu Pokémon sposobnost Gustog sala (Thick Fat) dodatno povećava otpornost na Ledene i Vatrene napade, dok sposobnost Hidratacije (Hydration) oporavlja Dewgonga od bilo kojeg aktivnog status efekta dok pada kiša.
U Gameboy Pokémon igrama, Dewgongovo je glasanje slično Lickitungovom.

## Tehnike
| Prirodne tehnike                       | Prirodne tehnike | Prirodne tehnike |
| -------------------------------------- | ---------------- | ---------------- |
| Tehnika                                | Vrsta tehnike    | Razina           |
| Signalna zraka (Signal Beam)           | Buba             |                  |
| Glavom kroz zid (Headbutt)             | Normalni         |                  |
| Režanje (Growl)                        | Normalni         |                  |
| Igra u vodi (Water Sport)              | Vodeni           |                  |
| Ledeni povjetarac (Icy Wind)           | Ledeni           |                  |
| Bis (Encore)                           | Normalni         |                  |
| Ledena krhotina (Ice Shard)            | Ledeni           |                  |
| San (Rest)                             | Psihički         |                  |
| Vodeni prsten (Aqua Ring)              | Vodeni           |                  |
| Zraka polarne svjetlosti (Aurora Beam) | Ledeni           |                  |
| Vodeni mlaz (Aqua Jet)                 | Vodeni           |                  |
| Slana voda (Brine)                     | Vodeni           |                  |
| Apsolutna ništica (Sheer Cold)         | Ledeni           | 34               |
| Rušenje (Take Down)                    | Normalni         | 37               |
| Ronjenje (Dive)                        | Vodeni           | 41               |
| Vodeni rep (Aqua Tail)                 | Vodeni           | 43               |
| Ledena zraka (Ice Beam)                | Ledeni           | 47               |
| Tjelesni čuvar (Safeguard)             | Normalni         | 51               |

## Statistike
| HP:      | 90 |  |
| Attack:  | 70 |  |
| Defense: | 80 |  |
| Special: | 95 |  |
| SpAtk:   | 70 |  |
| SpDef:   | 95 |  |
| Speed:   | 70 |  |

Statistika Special korištena je samo tijekom prve generacije; kasnije je podijeljenja na Special Attack i Special Defense statistike.

## U animiranoj seriji
Dewgong se rijetko pojavljivao u Pokémon animiranoj seriji. U epizodi "The Misty Mermaid", Seel u vlasništvu Mistyinih sestara, Vođa dvorana grada Ceruleana, evoluirao je u Dewgonga. 
Još se jedan Dewgong pojavio u Pokémon animiranoj seriji, u vlasništvu Prycea, Vođe dvorane grada Mahoganyja, u njegovoj dvoranskoj borbi protiv Asha. 
Dewgong je također korišten od strane Pokémon trenerice Neeshe u Pokémon filmu Pokémon: The First Movie kao sredstvo prijevoza preko oceana tijekom oluje koju je izazvao Mewtwo. Kasnije je uhvaćen i kloniran od strane Mewtwoa.